# Zagon
Zagon (em húngaro: Zágon) é uma comuna romena, com quase seis mil habitantes, localizada no distrito de Covasna, na região histórica da Transilvânia, formada por duas aldeias: Păpăuți e Zagon.